# کریستینا پوپلاوسکاجا
کریستینا پوپلاوسکاجا (انگلیسی: Kristina Poplavskaja؛ زادهٔ ۲۴ ژوئیهٔ ۱۹۷۲) قایقران روئینگ اهل لیتوانی است.